# Jean-Louis Desvignes
Jean-Louis Desvignes (* 20. Mai 1956 in Talence) ist ein ehemaliger französischer Fußballspieler.

## Karriere
Desvignes begann seine Laufbahn bei Girondins Bordeaux, wo er im Verlauf der Saison 1975/76 Kapitän der Reservemannschaft war und als solcher im Kader der Erstligamannschaft stand, ohne jedoch in dieser eingesetzt zu werden. 1976 wurde er vom Erstligakonkurrenten SEC Bastia aus Korsika als Nachfolger für José Broissart verpflichtet; gemeinsam mit Georges Franceschetti besetzte er das defensive Mittelfeld, wobei er von Beginn an als Stammspieler gesetzt war. Allerdings wurde er ein Jahr darauf durch die Neuzugänge Jean-François Larios und Félix Lacuesta wieder aus der ersten Elf verdrängt, weswegen er in der Europapokalsaison 1977/78 nicht über gelegentliche Einsätze hinauskam; entsprechend stand er in den beiden Finalspielen nicht auf dem Platz, in denen seine Mannschaft an der PSV Eindhoven scheiterte. Anschließend schaffte er die Rückkehr in den Kreis der Stammspieler, auch wenn er immer wieder mit Verletzungen zu kämpfen hatte. Der Spieler erreichte mit seiner Mannschaft das Pokalfinale 1981, lief in diesem auf und holte dank eines 2:1-Sieges gegen die AS Saint-Étienne den ersten Titel seiner Laufbahn. 
Im selben Jahr kehrte er Bastia nach fünf Jahren den Rücken, verblieb mit seiner Unterschrift bei Olympique Lyon aber in der höchsten französischen Spielklasse. Trotz einer aus Alain Moizan bestehenden Konkurrenz kam er zunächst zu regelmäßigen Einsätzen für Lyon, spielte jedoch nicht mehr viel, als der Verein in der Spielzeit 1982/83 den Abstieg in die Zweitklassigkeit hinnehmen musste. Sein Zweitligadebüt bestritt er aufgrund einer langanhaltenden Verletzung nicht mehr und spielte stattdessen für die Reservemannschaft. Angesichts dessen traf er 1984 mit 28 Jahren nach 155 Erstligapartien mit vier Toren die Entscheidung, seine Laufbahn zu beenden. Er kehrte in keiner anderen Funktion in den Profifußball zurück.